# Cengiz Ünder
Cengiz Ünder (phát âm tiếng Thổ Nhĩ Kỳ: [dʒeɲˈɟiz ynˈdæɾ]; sinh ngày 14 tháng 7 năm 1997) là một cầu thủ bóng đá chuyên nghiệp người Thổ Nhĩ Kỳ hiện đang thi đấu ở vị trí tiền vệ cánh cho câu lạc bộ Super Lig Fenerbahçe và đội tuyển bóng đá quốc gia Thổ Nhĩ Kỳ.

## Sự nghiệp

### Leicester City (mượn)
Ngày 20 tháng 9 năm 2020, Ünder gia nhập câu lạc bộ Leicester City theo một bản hợp đồng cho mượn một mùa giải, với điều khoản tùy chọn mua đứt.

## Thống kê sự nghiệp

### Câu lạc bộ
Tính đến ngày 28 tháng 2 năm 2021.
| Câu lạc bộ            | Mùa giải  | Giải đấu         | Giải đấu | Giải đấu | Cúp quốc gia | Cúp quốc gia | Châu Âu | Châu Âu | Tổng cộng | Tổng cộng |
| Câu lạc bộ            | Mùa giải  | Hạng             | Trận     | Bàn      | Trận         | Bàn          | Trận    | Bàn     | Trận      | Bàn       |
| --------------------- | --------- | ---------------- | -------- | -------- | ------------ | ------------ | ------- | ------- | --------- | --------- |
| Altınordu             | 2014–15   | TFF First League | 20       | 5        | 6            | 0            | —       | —       | 26        | 5         |
| Altınordu             | 2015–16   | TFF First League | 31       | 6        | 1            | 0            | —       | —       | 32        | 6         |
| Altınordu             | Tổng cộng | Tổng cộng        | 51       | 11       | 7            | 0            | —       | —       | 58        | 11        |
| İstanbul Başakşehir   | 2016–17   | Süper Lig        | 32       | 7        | 7            | 2            | 4       | 0       | 43        | 9         |
| Roma                  | 2017–18   | Serie A          | 26       | 7        | 1            | 0            | 5       | 1       | 32        | 8         |
| Roma                  | 2018–19   | Serie A          | 26       | 3        | 1            | 0            | 6       | 3       | 33        | 6         |
| Roma                  | 2019–20   | Serie A          | 18       | 3        | 2            | 0            | 3       | 0       | 23        | 3         |
| Roma                  | Tổng cộng | Tổng cộng        | 70       | 13       | 4            | 0            | 14      | 4       | 88        | 17        |
| Leicester City (mượn) | 2020–21   | Premier League   | 9        | 0        | 2            | 1            | 0       | 0       | 19        | 2         |
| Tổng cộng             | Tổng cộng | Tổng cộng        | 162      | 31       | 20           | 3            | 26      | 5       | 208       | 39        |

### Quốc tế
Tính đến ngày 19 tháng 6 năm 2023
| Đội tuyển quốc gia | Năm       | Trận | Bàn |
| ------------------ | --------- | ---- | --- |
| Thổ Nhĩ Kỳ         | 2016      | 1    | 0   |
| Thổ Nhĩ Kỳ         | 2017      | 6    | 3   |
| Thổ Nhĩ Kỳ         | 2018      | 10   | 1   |
| Thổ Nhĩ Kỳ         | 2019      | 3    | 2   |
| Thổ Nhĩ Kỳ         | 2020      | 6    | 2   |
| Thổ Nhĩ Kỳ         | 2021      | 10   | 3   |
| Thổ Nhĩ Kỳ         | 2022      | 8    | 4   |
| Thổ Nhĩ Kỳ         | 2023      | 4    | 1   |
| Tổng cộng          | Tổng cộng | 49   | 16  |

#### Bàn thắng quốc tế
Bàn thắng của Thổ Nhĩ Kỳ được để trước.
| #   | Ngày                 | Địa điểm                                                  | Đối thủ        | Bàn thắng | Kết quả | Giải đấu                      |
| --- | -------------------- | --------------------------------------------------------- | -------------- | --------- | ------- | ----------------------------- |
| 1.  | 27 tháng 3 năm 2017  | Sân vận động Eskişehir, Eskişehir, Thổ Nhĩ Kỳ             | Moldova        | 3–0       | 3–1     | Giao hữu                      |
| 2.  | 11 tháng 6 năm 2017  | Sân vận động Loro Boriçi, Shkodër, Albania                | Kosovo         | 2–1       | 4–1     | Vòng loại FIFA World Cup 2018 |
| 3.  | 13 tháng 11 năm 2017 | Sân vận động Antalya, Antalya, Thổ Nhĩ Kỳ                 | Albania        | 1–2       | 2–3     | Giao hữu                      |
| 4.  | 27 tháng 3 năm 2018  | Sân vận động Thành phố Podgorica, Podgorica, Montenegro   | Montenegro     | 1–0       | 2–2     | Giao hữu                      |
| 5.  | 30 tháng 5 năm 2019  | Sân vận động Antalya, Antalya, Thổ Nhĩ Kỳ                 | Hy Lạp         | 1–0       | 2–1     | Giao hữu                      |
| 6.  | 8 tháng 6 năm 2019   | Sân vận động Büyükşehir, Konya, Thổ Nhĩ Kỳ                | Pháp           | 2–0       | 2–0     | Vòng loại UEFA Euro 2020      |
| 7.  | 11 tháng 11 năm 2020 | Vodafone Park, Istanbul, Thổ Nhĩ Kỳ                       | Croatia        | 2–1       | 3–3     | Giao hữu                      |
| 8.  | 15 tháng 11 năm 2020 | Sân vận động Olympic Atatürk, Istanbul, Thổ Nhĩ Kỳ        | Nga            | 2–1       | 3–2     | UEFA Nations League 2020–21   |
| 9.  | 3 tháng 6 năm 2021   | Benteler-Arena, Paderborn, Đức                            | Moldova        | 2–0       | 2–0     | Giao hữu                      |
| 10. | 1 tháng 9 năm 2021   | Vodafone Park, Istanbul, Thổ Nhĩ Kỳ                       | Montenegro     | 1–0       | 2–2     | Vòng loại FIFA World Cup 2022 |
| 11. | 7 tháng 8 năm 2021   | Johan Cruyff Arena, Amsterdam, Hà Lan                     | Hà Lan         | 1–6       | 1–6     | Vòng loại FIFA World Cup 2022 |
| 12. | 29 tháng 3 năm 2022  | Sân vận động Büyükşehir, Konya, Thổ Nhĩ Kỳ                | Ý              | 1–0       | 2–3     | Giao hữu                      |
| 13. | 4 tháng 6 năm 2022   | Sân vận động Başakşehir Fatih Terim, Istanbul, Thổ Nhĩ Kỳ | Quần đảo Faroe | 1–0       | 4–0     | UEFA Nations League 2022–23   |
| 14. | 22 tháng 9 năm 2022  | Sân vận động Başakşehir Fatih Terim, Istanbul, Thổ Nhĩ Kỳ | Luxembourg     | 1–1       | 3–3     | UEFA Nations League 2022–23   |
| 15. | 16 tháng 11 năm 2022 | Sân vận động Diyarbakır, Diyarbakır, Thổ Nhĩ Kỳ           | Scotland       | 2–0       | 2–1     | Giao hữu                      |
| 16. | 16 tháng 6 năm 2023  | Sân vận động Skonto, Riga, Latvia                         | Latvia         | 2–1       | 3–2     | Vòng loại UEFA Euro 2024      |